# Thimbleweed Park
Thimbleweed Park – przygodowa gra komputerowa stworzona przez Rona Gilberta i Garry'ego Winnicka, wydana przez Terrible Toybox. Finansowanie rozwoju gry zostało uzyskane za pośrednictwem platformy Kickstarter. Premiera miała miejsce 13 marca 2017 roku. Gra została wydana na systemy operacyjne Linux, macOS, Windows, iOS, Android, oraz konsole Xbox One, PlayStation 4 i Nintendo Switch. Otrzymała bardzo dobre oceny od krytyków, których średnia na Metacritic wynosi 82.

## Fabuła
Fabuła gry skupia się na dwóch agentach FBI, którzy przybywają do miasteczka Thimbleweed Park, by prowadzić śledztwo w sprawie morderstwa. Tropy prowadzą do kilku postaci: Chucka Edmunda, niedawno zmarłego właściciela firmy robotycznej PillowTronics, klauna Ransome, który jest ofiarą klątwy niepozwalającej mu zmyć makijaż, Delores Edmund, programistki będącej siostrzenicą Chucka, oraz Franklina, ojca Delores. 